# Ácido 2-oxobutírico
Ácido 2-oxobutírico, ácido α-cetobutírico, ácido 2-cetobutírico ou ácido propionilfórmico é o composto orgânico de fórmula C4H6O3, fórmula linear CH3CH2COCOOH, de massa molecular 102,09. Apresenta ponto de ebulição de 84 °C a 20 mmHg e ponto de fusão de 30-34 °C. É classificado com o número CAS 600-18-0, número de registro Beilstein 1700514, número EC 209-986-9, número FEMA 3723, número Flavis 8.066 , número MDL MFCD00004164 e PubChem Substance ID 24901860.
É um isômero do ácido acetoacético.